# Helene Engelmann
Helene Engelmann, po mężu Jaroschka (ur. 9 lutego 1898 w Wiedniu, zm. 1 sierpnia 1985 w Helsinkach) – austriacka łyżwiarka figurowa, startująca w konkurencji par sportowych. Mistrzyni olimpijska z Chamonix (1924), trzykrotna mistrzyni świata (1913, 1922, 1924) oraz czterokrotna mistrzyni Austrii (1913, 1921–1923).
Helene Engelmann była córką trzykrotnego mistrza Europy (1892–1894) w konkurencji solistów Eduarda Engelmanna Jr. Miała brata Eduarda oraz siostrę Christine, która poślubiła dwukrotnego mistrza olimpijskiego Karla Schäfera. Jej kuzynką była mistrzyni olimpijska 1924 w konkurencji solistek Herma Szabó, a szwagrem hokeista Reginald Spevak.

## Osiągnięcia

### Z Alfredem Bergerem
| Zawody               | 1921           | 1922           | 1923           | 1924           |                |                |                |                |                |                |                |                |                |                |                |                |                |
| Międzynarodowe       | Międzynarodowe | Międzynarodowe | Międzynarodowe | Międzynarodowe | Międzynarodowe | Międzynarodowe | Międzynarodowe | Międzynarodowe | Międzynarodowe | Międzynarodowe | Międzynarodowe | Międzynarodowe | Międzynarodowe | Międzynarodowe | Międzynarodowe | Międzynarodowe | Międzynarodowe |
| -------------------- | -------------- | -------------- | -------------- | -------------- | -------------- | -------------- | -------------- | -------------- | -------------- | -------------- | -------------- | -------------- | -------------- | -------------- | -------------- | -------------- | -------------- |
| Igrzyska olimpijskie |                |                |                | 1              |                |                |                |                |                |                |                |                |                |                |                |                |                |
| Mistrzostwa świata   |                | 1              |                | 1              |                |                |                |                |                |                |                |                |                |                |                |                |                |
| Krajowe              |                |                |                |                |                |                |                |                |                |                |                |                |                |                |                |                |                |
| Mistrzostwa Austrii  | 1              | 1              | 1              |                |                |                |                |                |                |                |                |                |                |                |                |                |                |

### Z Karlem Mejstrikiem
| Zawody              | 1913           | 1914           |                |                |                |                |                |                |                |                |                |                |                |                |                |                |                |
| Międzynarodowe      | Międzynarodowe | Międzynarodowe | Międzynarodowe | Międzynarodowe | Międzynarodowe | Międzynarodowe | Międzynarodowe | Międzynarodowe | Międzynarodowe | Międzynarodowe | Międzynarodowe | Międzynarodowe | Międzynarodowe | Międzynarodowe | Międzynarodowe | Międzynarodowe | Międzynarodowe |
| ------------------- | -------------- | -------------- | -------------- | -------------- | -------------- | -------------- | -------------- | -------------- | -------------- | -------------- | -------------- | -------------- | -------------- | -------------- | -------------- | -------------- | -------------- |
| Mistrzostwa świata  | 1              | 2              |                |                |                |                |                |                |                |                |                |                |                |                |                |                |                |
| Krajowe             |                |                |                |                |                |                |                |                |                |                |                |                |                |                |                |                |                |
| Mistrzostwa Austrii | 1              | 2              |                |                |                |                |                |                |                |                |                |                |                |                |                |                |                |